# Anomis curvifera
Anomis curvifera là một loài bướm đêm trong họ Erebidae.